# Pflaumen-Feuerschwamm
Der Pflaumen-Feuerschwamm (Phellinus tuberculosus) ist eine weit verbreitete und häufige Pilzart aus der Gattung Phellinus.

## Merkmale
Der Pflaumen-Feuerschwamm bildet mehrjährige, etwa 3–8 cm breite und 1–3 cm dicke, konsolenförmige Fruchtkörper, die häufig an der Unterseite des Substrates herablaufen und meist knollige, übereinander stehende Hutwülste bilden. Seltener werden vollständig flach angewachsene oder ausgesprochen hutförmige Fruchtkörper gebildet. Gut ausgebildete Hutoberseiten sind grob wulstig gezont, ansonsten uneben, glatt und matt strukturiert. Sie sind grau bis grau-braun gefärbt und können durch darauf wachsende Algen grün gefärbt sein. Der Rand der Fruchtkörper ist wulstig und grau bis zimtbraun. Die Porenfläche mit ca. 4–5 rundlichen Poren pro mm² ist jung und in der Wachstumszone zimtbraun, bei älteren Fruchtkörpern grau-braun. Die 2–3 mm langen Röhren sind bei älteren Fruchtkörpern geschichtet. Die zähe, korkartige Trama ist rostbraun gefärbt.

## Ökologie
Der Pflaumen-Feuerschwamm lebt als meist milder Parasit oder anschließend auch Saprobiont in und an noch ansitzenden Ästen bzw. stehenden Stämmen von Laubbäumen, hauptsächlich an Prunus-Arten wie Pflaume und Schlehe, auch Pfirsich- und Blutpflaumen-Bäume weisen oft die unauffälligen Fruchtkörper auf; an Straßenbäumen stellenweise sogar epidemieartig. Viel seltener werden Hasel und Weißdorn besiedelt. Der Pilz verursacht im Holz eine Weißfäule. Ursprüngliches Biotop des Pflaumen-Feuerschwammes sind vermutlich Hecken, Waldränder und Schlehengebüsche. Daneben ist er in Auwäldern, an Bachufern und Waldwegrändern anzutreffen. Im Kulturland kann er vor allem in Obstplantagen, Gärten und Parks gefunden werden und Schäden verursachen.
Die wenig auffälligen mehrjährigen Fruchtkörper können das ganze Jahr über gefunden werden.

## Verbreitung

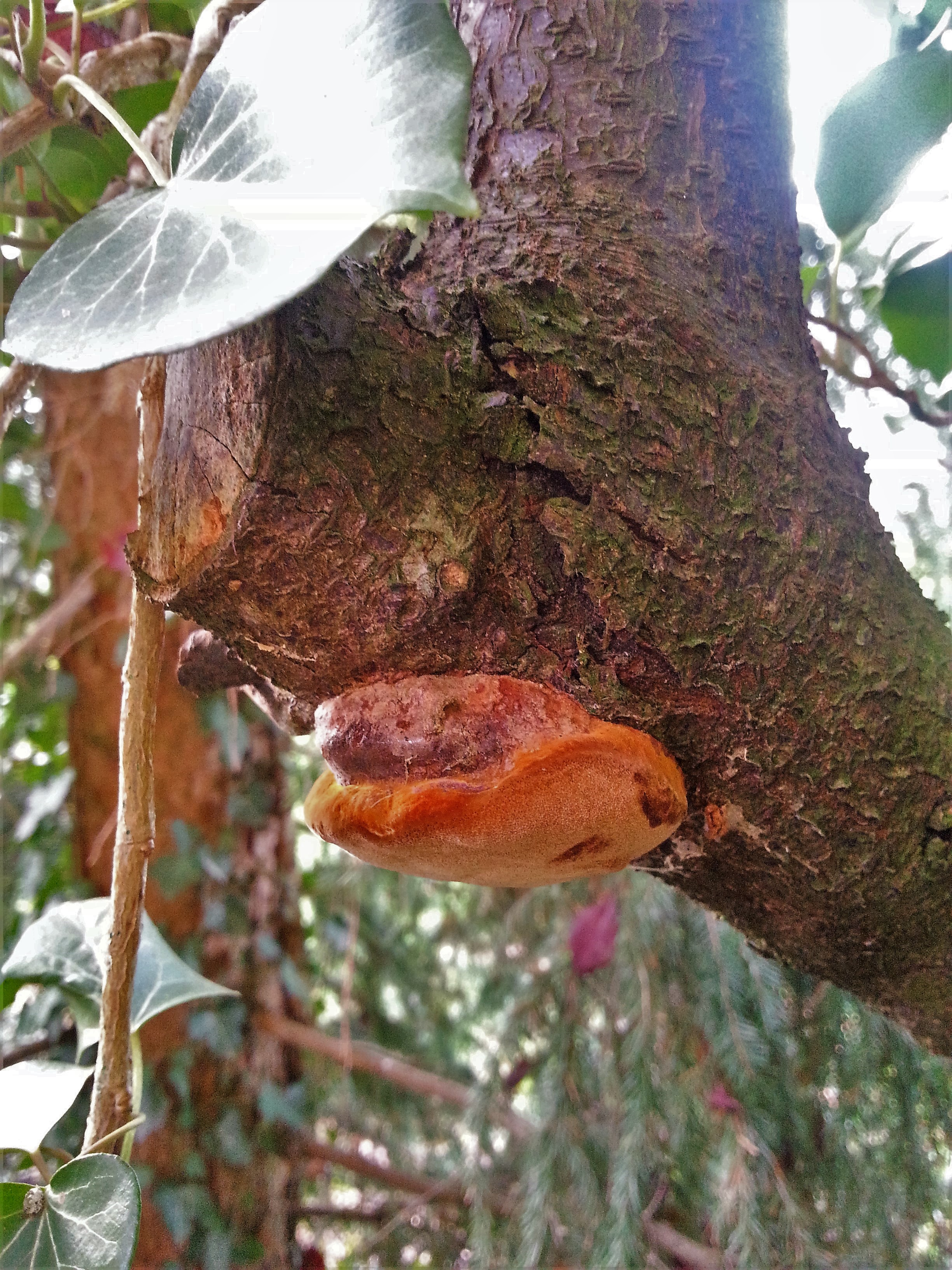
Pflaumen-Feuerschwamm an einem Kirschbaum, direkt unterhalb der Eintrittspforte für die Sporen und deren Keimung, einem nach dem Gehölzpflegeschnitt nicht versiegelten Aststummel

Der Pflaumen-Feuerschwamm ist im Wesentlichen in den mediterranen und gemäßigten Zonen der Holarktis verbreitet, sein Verbreitungsgebiet reicht in Asien von Kleinasien, dem Kaukasus und Iran bis Sibirien, Zentralasien und Japan, in Nordamerika findet man ihn von Mexiko bis Kanada. Die Art ist auch in Nordafrika und auf den Kanarischen Inseln zu finden. In Europa kommt der Pflaumen-Feuerschwamm von Süd- und Westeuropa bis zu den Hebriden und Südskandinavien vor, östlich ist er bis Ungarn, Belarus und der westlichen Ukraine zu finden, einzelne Vorkommen existieren bis Mittelrussland und dem Ural. In Deutschland ist die Art überall relativ dicht verbreitet.

## Bedeutung
Als Weißfäulerreger zerstört er zwar mit der Zeit seinen Wirt, allerdings ist er nur wenig aggressiv, befallene Bäume können meist noch viele Jahre weiterleben.